# 杜馬思·馬隆尼斯
杜馬思·馬隆尼斯（Tomas Maronesi，1985年4月7日—），生於巴西埃雷欣，巴西裔香港足球運動員，司職中堅，現時效力香港超級聯賽球會冠忠南區。

## 球會生涯
杜馬思生於巴西埃雷欣，跟年幼6歲的弟弟一直獲父母支持，從小在足球學校接受訓練，初出道司職前鋒，之後愈踢愈後，先後效力過多支巴西州聯賽球隊，但杜馬思並不滿足於此決意外闖，於2013年將自己的比賽片段剪輯後放上Youtube碰碰運氣，果然其片段被當時執教標準流浪教練列卡度看到，把他引薦帶來香港，於2013年7月加盟甲組球會標準流浪，不過來港初期並不太順利，標準流浪會方指其不夠高大，認為貨不對辦，最後擾攘一大輪要減薪才得以留下來。2013年8月31日，杜馬思在標準流浪以2–2打和元朗的賽事中，首次為標準流浪上陣。
2014年7月，杜馬思加盟港超聯球會黃大仙，表現穩定並不時擔任隊長，最終球會獲得港超聯第8名成功留級。他於2015年6月轉投升班馬冠忠南區，更成為教練鄭兆聰5後衛陣式中重要一員。於2015年10月3日以5–1大勝黃大仙的高級組銀牌八強，取得加盟後的首個入球。
首季效力南區，他協助球會奪得高級組銀牌亞軍及獲得港超聯第4名佳績，總括杜馬思全季上陣15場取得5個入球，不過他於當季尾亦未能奪得最佳十一人獎項。在2016/17球季，由於杜馬思因季中受傷，加上球隊有持有本地球員身份，及能兼多個位置的比圖加盟，令杜馬思淪落後備出場機會大減下，全季只上陣15場，導致季尾不獲續約。
在暑假，他未有球會聯絡斟介，直到8月，港超聯地區球會陽光元朗因新援表現不佳，令杜馬思再度獲邀來港加盟，並與法比奧和余煒廉組成三中堅防線，更在高級組銀牌決賽協助元朗以3–0擊敗東方龍獅，取得在港的首項錦標。在2018年4月15日，對夢想FC的聯賽，取得加盟後的首個入球，最終協助元朗以1–0勝出。
2020年7月2日，杜馬思加盟港超聯球會傑志。
2023年1月31日，冠忠南區從傑志借用杜馬思至季尾。

## 國際賽生涯
2023年亞足聯亞洲盃外圍賽，香港被編入外圍賽的D組，同組對手為阿富汗、印度及柬埔寨。結果香港成為了六組中的五隊最佳次名而成功晉級決賽圈，杜馬思在對阿富汗的比賽後備上陣。

## 家庭生活
杜馬思是一個虔誠的天主教徒，年幼6歲的弟弟William Maronesi同樣為職業足球員，並曾於2017年來港到陽光元朗跟操。在2015年1月12日，杜馬思在香港迎娶女朋友，現時育有兩個女兒。

## 榮譽
南區
- 香港高級組銀牌亞軍（2015–16季度）

元朗
- 香港高級組銀牌冠軍（2017–18季度）

傑志
- 香港超級聯賽冠軍（2019–20、2020–21季度）
- 香港高級組銀牌冠軍（2022–23季度）

## 外部連結
- 香港足球總會網頁球員註冊資料 （页面存档备份，存于）